# The Uranus Experiment
The Uranus Experiment ist ein dreiteiliger Science-Fiction-Porno-Spielfilm aus dem Jahr 1999. Der Film wurde von Private Media Group veröffentlicht. Er zeigt erstmals eine in einem Weltraum-Simulator in der Schwerelosigkeit gedrehte Ejakulation.

## Handlung
Der Film handelt von einem von den Amerikanern und Russen gemeinsam entwickelten Weltraumprojekt, einem Experiment mit Sex im All. Nachdem die russisch-amerikanische Expedition Versuche mit Sex in Schwerelosigkeit erfolgreich absolviert und auf dem Planeten Uranus Leben entdeckt hat, geht es im dritten Teil um die Heimreise.

## Wissenswertes
- In einer Szene des zweiten Teils haben Sylvia Saint und Nick Lang ca. 20 Sekunden lang Sex in der Schwerelosigkeit. Die Szene wurde während eines Parabelfluges gedreht.
- Das Drehbuch des zweiten Teils wurde für den Nebula Award nominiert, konnte den Preis aber nicht gewinnen.[1]
- Der Soundtrack des zweiten Teils beinhaltet Titel von Massive Attack und The Prodigy.
- Uranus (gesprochen /ˈjʊərənəs/) ist ein englisches Wortspiel: your anus